# 마가다-앙가 전쟁
마가다-앙가 전쟁은 기원전 540년부터 기원전 535년까지 마가다의 하리얀카 왕조와 앙가 사이에 발발했던 전쟁이다. 전쟁은 앙가의 패배로 끝났고 마가다는 앙가를 병합했다.

## 전쟁과 결과
앙가의 브라마닷타는 마가다의 빔비사라보다 더 나이가 많은 동시대 사람이었다. 그는 빔비사라의 아버지 바티야를 물리쳤다. 빔비사라는 앙가와의 전쟁에 돌입하여 브라마닷타를 죽임으로서 아버지의 원수를 갚았으며, 그 결과 앙가는 병합되고 아자타샤트루 왕자가 참파의 부왕으로 임명되었다.

## 같이 보기
- 마가다와 앙가
- 아반티-마가다 전쟁
- 마가다-밧지 전쟁